# Боал (Морбијан)
Боал (фр. Bohal) насеље је и општина у северозападној Француској у региону Бретања, у департману Морбијан која припада префектури Ван.
По подацима из 2011. године у општини је живело 813 становника, а густина насељености је износила 96,21 становника/km². Општина се простире на површини од 8,45 km². Налази се на средњој надморској висини од 60 метара (максималној 90 m, а минималној 17 m).

## Демографија
| 1962. | 1968. | 1975. | 1982. | 1990. | 1999. | 2011. |
| ----- | ----- | ----- | ----- | ----- | ----- | ----- |
| 333   | 360   | 349   | 344   | 457   | 501   | 813   |

График промене броја становника у току последњих година